# Итальянская улица (Бердянск)

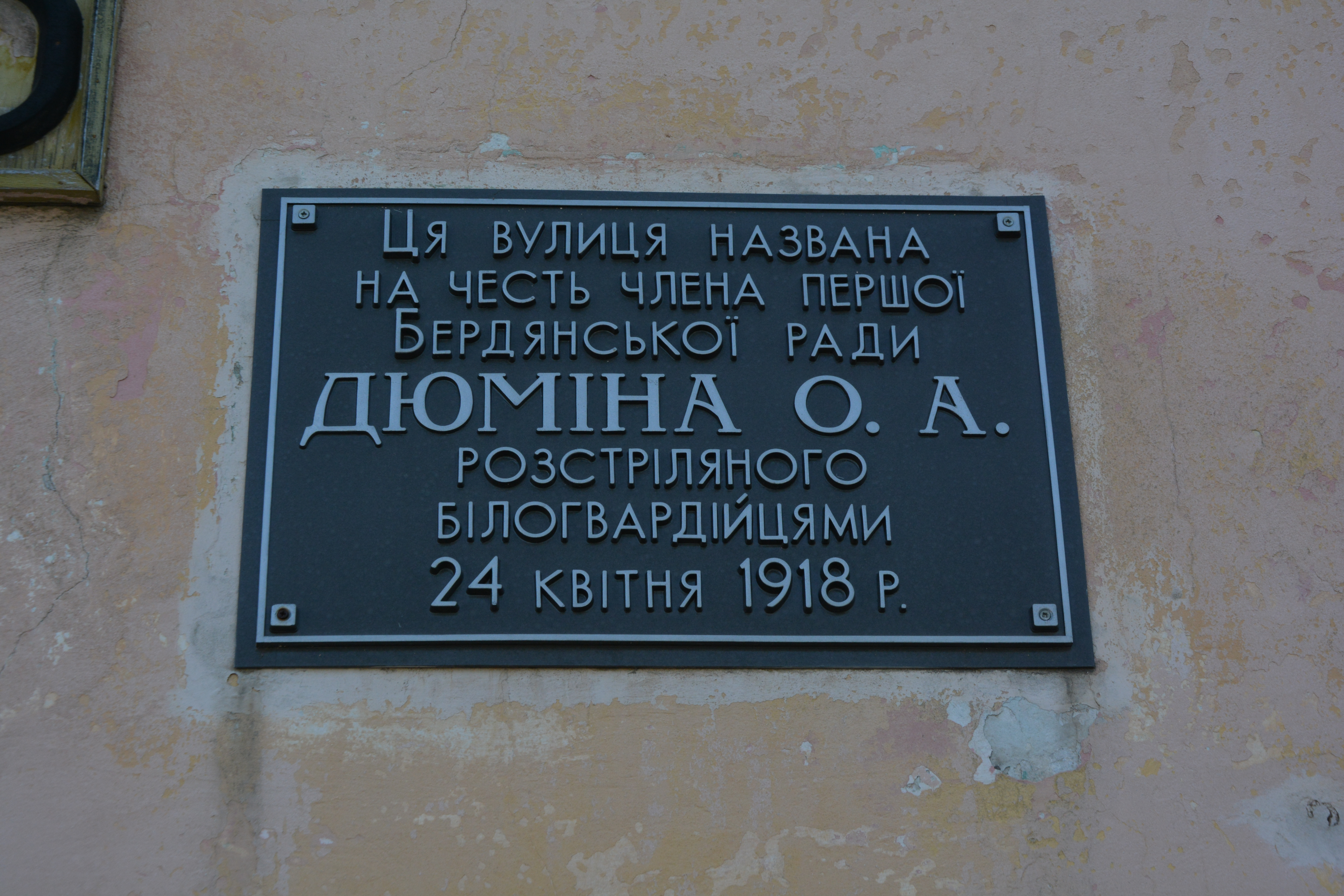
Аннотационная доска улицы Дюмина

Итальянская улица (укр. Італійська вулиця) — улица в центре города Бердянск.

## История
На Итальянской улице принимали графа Воронцова. Потому что она была возле парка Шмидта, там заселялись известные люди.
В 1921 году переименована в Итальянскую улицу. В 1930-х годах переименована в улицу Дюмина.
В 1940-х годах город разрушили нацистские войска. В 1947 — 1960-х годах улицу восстановили. В 1970—1980-х годах застраивалась многоэтажными зданиями. В 2016 году улице вернули старое название.

### Известные люди жившие на улице
Здание № 1/27, стоящее на углу с Западным проспектом, принадлежало одному из первых жителей Бердянска Николаю Джурасовичу. В доме № 7 жил немецкий поселенец Фридрих Шинфе, владелец кирпичного завода на Лисках. Дом № 15 был построен в 1912 году, жил в нём морской капитан Ф. Ф. Сигалас. Двухэтажный дом № 34 принадлежал мещанину Осипу Фирсову — отцу советского конструктора Афанасия Фирсова. Дом № 72 — одно из многих домовладений Ивана Выродова — крупнейшего бердянского продавца на местном рынке.

## Характеристика
Проходит от Западного до Восточного проспекта. Параллельно проходят проспект Победы и улица Шевченко.
На улице расположены площадь Единства, Музей истории города, школа № 1. Возле площади Единства находится самое высокое здание в Бердянске — 15-этажная гостиница «Бердянск».